# إلف العشب
إلف العشب (الاسم العلمي: Philochortus)، جنس زواحف من فصيلة السحالي الحقيقية. أعطانها في مصر والجزائر وليبيا ومالي والنيجر وإثيوبيا وجيبوتيوإريتريا والصومال وكينيا واليمن والسعودية. الاسم العلمي مشتق من اليونانية بمعنى محب العشب ( philos = إلف, chortos = عشب).